# Kamień miedziowy
Kamień miedziowy – nieorganiczny surowiec miedzi, półprodukt w procesie wytwarzania tego metalu z rud i koncentratów. Powstaje on w piecu szybowym, piecu płomiennym, rzadko elektrycznym. W celu uzyskania kamienia miedziowego załadowuje się piec substratami (wyprażonym zbrykietowanym koncentratem; przy rudach ubogich wzbogaconym dodatkowo poprzez flotację) i w procesie pirometalurgicznym uzyskuje się kamień miedziowy, zawierający ok. 30% miedzi w postaci stopów siarczkowych. 
Kamień miedziowy jest zanieczyszczonym stopem CuS i FeS. Zawiera ok. 25% siarki i średnio ok. 30% miedzi oraz żelazo i inne substancje. Temperatura topnienia 950–1100 °C. 
Z kamienia miedziowego otrzymuje się miedź konwertorową w piecu konwertorowym, gdzie następuje utlenienie siarczków (z wytworzeniem tlenków siarki). W wyniku tego procesu otrzymuje się miedź surową (zob. konwertorowanie) o zawartości około 98,5% czystej miedzi i żużel- który po zmieleniu jest z powrotem przetapiany w piecu szybowym lub płomiennym. Miedź konwertorowa zawiera sporo zanieczyszczeń (szczególnie pogarszających przewodność elektryczną), które muszą być usunięte w dalszych procesach elektrochemicznych. Zawiera też istotne ilości srebra, opłacalne jest jego odzyskanie.